# Ivar Ericsson
Ivar Ericsson, född 1938, kallad "Bil-Ivar i Hoting", var en svensk bilhandlare och grundare av ett fordonsmuseum. 
Ivar Ericsson växte upp på ett jordbruk i byn Svedje vid Tåsjön i Strömsunds kommun. Fadern hade också en lanthandel. Ivar Ericsson började arbeta som skogsarbetare. Han började 1957 sälja bilar i Östersund och grundade tillsammans med sin bror Åke en bilhandel och -verkstad i Hoting. Företaget blev 1968 återförsäljare för Philipssons Automobil AB, som var generalagent för Mercedes-Benz i Sverige. Ericssons bilföretag hade som mest 13 bilhallar i Norrland och börsnoterades 1984.
År 1984 grundade han det egna fordonsmuseet Ivars bilmuseum i Hoting